# Pietro Participazio
Pietro Badoer Participazio (født 939, død 942) var den 20. doge i Venedig. Han var søn af den 18. doge Orso 2. Participazio. Det lader til at der ikke skete noget bemærkelsesværdigt i hans regeringstid. Han døde tre år efter at være blevet valgt og han blev begravet i Felice kirken  Saint di Ammiana, hvor også hans far blev begravet.